# Вольтер, Томас
Томас Вольтер (4 октября 1963 года) — немецкий футболист , защитник. Всю карьеру игрок провёл в ФК «Вердер».

## Карьера
Защитник начал играть за «Вердер» в 1984 году. Первый матч в Бундеслиге Томас сыграл 24 ноября 1984 года против «Айнтрахта» из Брауншвейга. Матч закончился победой бременского клуба со счётом 4-1.В том сезоне футболист сыграл ещё два матча против «Арминии» и «Боруссии» из Дортмунда. В 1985 года игрок стал чаще выходить на поле, сыграв 29 матчей и забив 4 гола в Бундеслиге. В 1986 году футболист впервые сыграл в Кубке УЕФА против «Атлетико» из Мадрида. В 1988 году Томас впервые стал чемпионом Германии, проведя на поле 16 матчей. 6 сентября 1988 года Вольтер впервые сыграл в Кубке европейских чемпионов против берлинского «Динамо».В сезоне 1991/92 защитник провёл 6 матчей в Кубке обладателей кубков, в котором «Вердер» стал победителем. Томас Вольтер завершил карьеру игрока в 1998 году, сыграв 392 матча за «Вердер».

## Сборная Германии
Томас Вольтер сыграл один матч за сборную Германии.Этот матч состоялся 16 декабря 1992 года в Порту-Алегри. Победу со счётом 3-1 одержала Бразилия.

## Тренерская карьера
В 2002—2013 гг. Томас Вольтер тренировал вторую команду «Вердера».

## Достижения
- Чемпион Германии: 1987/1988 , 1992/1993
- Обладатель Кубка Германии: 1991 , 1994
- Обладатель Суперкубка Германии : 1988 , 1993 , 1994
- Обладатель Кубка обладателей Кубков : 1991/1992